# Dima bruhai
Dima bruhai (лат.) — вид жуков-щелкунов (Elateridae) из подсемейства Dendrometrinae.

## Распространение
Встречается в Южной Европе: Греция.

## Описание
Взрослый жук имеет длину от 11 до 17 мм и ширину около 6 мм. Основная окраска тела коричневая.
Видовое название дано в честь Mr. Petr Brůha (Ústí nad Labem, Чехия), который собрал часть типовой серии нового вида.